# Carlos Turcato
Carlos Turcato ist ein ehemaliger argentinischer Fußballtrainer und -spieler auf der Position des Stürmers. 

## Leben

### Spieler
In seiner Heimat spielte Turcato 1948 beim CA River Plate. Etwa 1950 kam er nach Mexiko, wo er zunächst beim Club Marte spielte, mit dem er in der Saison 1953/54 die mexikanische Meisterschaft gewann. Im anschließenden Supercup-Finale gegen den Club América am 16. Mai 1954 gelang ihm der spielentscheidende Treffer zum 1:0-Sieg in der 56. Spielminute.
Wie viele andere Spieler aus der Meistermannschaft von Marte verließ auch Turcato den Verein nach diesem Triumph aufgrund der finanziell angespannten Situation bei den Marcianos und wechselte zum CD Zacatepec, mit dem er in den Spielzeiten 1954/55 und 1957/58 zwei weitere Meistertitel gewann. Außerdem gewann er mit den Cañeros noch einmal den Supercup (1958) und bereits 1957 auch die Copa México.

### Trainer
In den späten 1970er und frühen 1980er Jahren war er als Cheftrainer seines Exvereins Zacatepec im Einsatz. Dabei erwies er sich allerdings als weniger glücklich als zu seiner aktiven Zeit und stieg nach siebenjähriger Zugehörigkeit zur ersten Liga am Ende der Saison 1976/77, als er für die Mannschaft verantwortlich war, ab. Nach einer kurzen Tätigkeit als Interimstrainer bei Atlético Potosino, als er die Mannschaft zwischen Ende November und Mitte Dezember 1978 für drei Spiele betreute, übernahm er die Cañeros noch einmal in der Rückrunde der Saison 1980/81 und führte sie bis zur Mitte der Vorrunde der Saison 1982/83, an deren Ende Zacatepec erneut abstieg.

## Erfolge
- Mexikanischer Meister: 1954, 1955, 1958
- Mexikanischer Pokalsieger: 1957
- Mexikanischer Supercup: 1954, 1958